# Улица Церетели (Владикавказ)
Улица Церетели — улица во Владикавказа, Северная Осетия, Россия. Находится в Иристонском муниципальном округе между проспектом Мира и Комсомольским парком. Начинается от проспекта Мира.
Улицу Церетели пересекают улицы Ленина, Бородинская и Ватутина.
На улице Церетели заканчивается переулок Музейный.

## История
Улица названа именем грузинского поэта Акакия Церетели.
Современная улица Церетели сформировалась в середине XX века путём соединения в одну нескольких улиц, возникших в XIX веке. Крепостная улица (в настоящее время участок от проспекта Мира до Музейного переулка) сформировалась в начале XIX века около Владикавказской крепости, которая находилась в то время на территории современного госпиталя на улице Церетели. На этой улице находились различные административные учреждения крепости и жилых домов почти не было.
На месте современного Дома правительства на площади Свободы в то время находился сквер (в настоящее время Пушкинский сквер) и на месте современного здания училища МВД — особняк барона Штейнгеля. Позднее в этом здании располагалась городская Дума. В 1917 году этот особняк был разрушен отступающими из города красноармейцами.
В 1880 году на углу с улицей Лорис-Мельниковской (улица Ленина) была построена классическая мужская гимназия (современная школа № 5). На территории современного госпиталя находился дворец начальника Терской области и наказного атамана Терского казачьего войска. Напротив дворца располагался собор святого архангела Михаила, освящённый в 1894 году.
В 1888 году на улице было построено грузинское училище. В 1898 году при этом училище построили храм святой Нины. Далее находилась Женское епархиальное училище и 2-е реальное училище, в котором позднее располагалось Горско-Пушкинское общежитие «Общества распространения образования и технических сведений среди горцев Терской области» (сегодня в этом здании находится библиотека Северо-Осетинского государственного университета).

### Формирование улицы
3-я Нагорная улица
Улица образовалась во второй половине XIX века. Впервые отмечена на плане города Владикавказа «Карты Кавказского края», которая издавалась в 60-70-е годы XIX века. В 1891 году отмечена в списке улиц Владикавказа как «Стрелковая улица».
Крепостная улица
Крепостная улица образовалась в начале XIX века (в настоящее время — это участок улицы Церетели от проспекта Мира до улицы Ватутина). Впервые отмечена на плане города Владикавказа «Карты Кавказского края». Упоминается под этим же названием в Перечне улиц, площадей и переулков от 1925 года. 24 декабря 1926 года Крепостная улица была переименована в улицу Красного Пожарника. Упоминается под этим же названием в Перечне улиц, площадей и переулков от 1911 и 1925 годов.
26 июня 1940 года Стрелковая улица была переименована в улицу Церетели. 29 июля 1952 года улица Красного Пожарника была переименована в улицу Церетели с соединением в единую улицу с уже существующей с 1940 года улицей Церетели.

## Объекты
Памятники культурного наследия
- 6 — 8 (дома находятся на территории военного госпиталя):
  - Литер 1 — Дворец начальника Терской области;
  - Литеры 2, 10, 11, 16, 21 — комплекс служебных и хозяйственных построек Дворца начальника Терской области;
  - строение 24 — архиерейский дом с храмом во имя Святого Владимира;
- 7 — Владикавказская классическая мужская гимназия. Построена в 1889 году. Сегодня гимназия № 5 им Луначарского;
- 8 — Дом, где в июне 1920-х годов жили участник борьбы за Советскую власть Сабан Ахметович Кутаров и комсомольский и партийный работник Авраам Константинович Хосроев;
- 11/ Бородинская 37 — Епархиальное женское училище. Построено в 1898 году;
- 12 — Школа для детей грузинского общества. Построена в 1888 году;
- 16 — «Горско-Пушкинское общежитие» Общества по распространению образования и технических сведений среди горцев Терской области, построенное в ознаменование 100-летия со дня рождения А. С. Пушкина. В 1909 году преобразовано во 2-е реальное училище;
- 17 — Дом, где в 1946—1953 гг. жили скульпторы — братья Александр Умарович и Инал Умарович Дзантиевы;
- 19 — памятник архитектуры.

Другие объекты
- 412-й военный госпиталь
- Здание поликлиники МВД